# Progetto di legge dell'Indiana sul pi greco

Il corretto valore di π non è rappresentabile, in quanto, essendo un numero irrazionale, esso possiede infinite cifre che non si ripetono mai secondo uno schema

Progetto di legge dell'Indiana sul pi greco è il nome con cui è conosciuto il progetto di legge № 246 del 1897 dell'Assemblea generale dell'Indiana, proposto dal matematico dilettante Edwin J. Goodwin.
È stato uno dei più famosi tentativi di stabilire la verità scientifica per legge.
Nonostante il nome, l'obiettivo principale del progetto era di stabilire un metodo per quadrare il cerchio piuttosto che di imporre un determinato valore per la costante matematica π (pi greco), il rapporto tra la circonferenza di un cerchio e il suo diametro. Tuttavia il progetto stabiliva indirettamente diversi valori errati di π, tra cui 3,2.
L'impossibilità di quadrare il cerchio usando solo riga e compasso, ipotizzata già nei tempi antichi, è stata dimostrata rigorosamente nel 1882 da Ferdinand von Lindemann. Inoltre delle approssimazioni di π migliori di quelle ricavabili dal progetto di legge erano note già dall'antichità.
La proposta non diventò mai legge grazie all'intervento di Clarence A. Waldo, un professore di matematica, casualmente presente durante il dibattito sulla legge.

## L'iter parlamentare
Nel 1897 il deputato T.I. Record, della contea di Posey, presentò alla Camera dei deputati un disegno di legge redatto dal medico e matematico dilettante Edward (o Edwin) J. Goodwin.
Al progetto di legge fu assegnato il numero 246 e venne assegnato all'esame della Commissione per le aree palustri, che si dichiarò incompetente e lo inviò alla Commissione per l'educazione. Questa, con parere favorevole, lo rinviò all'aula, dove fu approvato all'unanimità con un voto di 67 a 0. Uno dei motivi del voto fu che il "professor" Goodwin, pur avendo brevettato il proprio metodo, lo offriva in usufrutto gratuito alle scuole dell'Indiana.
Per il passaggio al Senato, il Bill 246 fu inviato alla Commissione per la Temperanza, che lo approvò in prima lettura. Stando al Penguin Dictionary of Curious and Interesting Numbers il disegno di legge fu poi affondato quando un membro della commissione lo mostrò a Clarence Abiathar Waldo, un professore di matematica alla Purdue University che si trovava nell'edificio del Senato per altre faccende, chiedendogli se gli sarebbe piaciuto conoscerne il geniale autore. Waldo rispose che conosceva già abbastanza matti e passò il resto della giornata e parte della notte a parlare con altri Senatori della Commissione. Il Bill 246 non andò mai in seconda lettura.

## Il contenuto
Nel testo del disegno di legge, Goodwin si presentava come il solutore dei problemi della trisezione dell'angolo, della duplicazione del cubo e della quadratura del cerchio (problemi la cui impossibilità di una soluzione era già all'epoca ampiamente dimostrata). Il suo disegno di legge riguardava l'introduzione di una "nuova verità matematica" consistente nel suo metodo per la quadratura del cerchio. Il testo in effetti non menziona specificamente {\displaystyle \pi }, benché l'effetto pratico sia quello di fissarne il valore. Il disegno di legge è confuso e contiene affermazioni sorprendenti, introdotte da frasi del tipo: «Poiché la regola ora in uso […] non funziona […], è opportuno che essa venga rifiutata come insufficiente e ingannevole per le applicazioni pratiche.» Bisogna notare che, anche come quadratura del cerchio, quella di Goodwin era una procedura molto scadente, che dà per le aree coinvolte un errore relativo di {\displaystyle 1-\pi /4}, circa il 21% (un cerchio di area pari a 80 avrebbe, usando la regola di Goodwin, un'area di circa 64).
Oltre a fissare scorrettamente il valore di
{\displaystyle {\sqrt {2}}=10/7\approx 1{,}429}
ed a seconda della lettura che ne viene data, la procedura di Goodwin fissa da tre a nove nuovi valori per {\displaystyle \pi } discendenti da diverse affermazioni presenti nel testo e in scritti di Goodwin sulla questione. Alcune presenti nel testo sono:
- la circonferenza di un cerchio sta al diametro come 5/4 a 4, da cui {\displaystyle \pi } varrebbe 16/5 o 3,2;
- l'area di un cerchio è uguale all'area di un quadrato il cui lato è uguale a 1/4 della circonferenza del cerchio, da cui {\displaystyle \pi } varrebbe 4;
- il rapporto tra un arco di 90 gradi alla sua corda è 8/7: questo renderebbe {\displaystyle \pi } uguale a

{\displaystyle {\frac {16}{7}}{\sqrt {2}}\approx 3{,}23}.

Come si vede, la proposta non era di porre {\displaystyle \pi } a 3: il fatto che la versione più popolare dell'aneddoto riporti questo numero deriva forse dal fatto che nell'antichità esso era spesso utilizzato come valore approssimato, come ad esempio si vede dal seguente passo biblico:
(Secondo libro delle Cronache, 4:2)